# Echinocamptus vulgaris
Echinocamptus vulgaris är en kräftdjursart som beskrevs av Claude Chappuis 1936. Echinocamptus vulgaris ingår i släktet Echinocamptus och familjen Canthocamptidae. Inga underarter finns listade i Catalogue of Life.